# Карабан Артем Олександрович
Арте́м Олекса́ндрович Караба́н (1993—2014) — старший солдат, Збройні сили України, учасник російсько-української війни.

## Життєпис
Народився 1993 року в місті Луцьк. 2008-го закінчив луцьку ЗОШ № 25; в 2012-му — Луцький педагогічний коледж (спеціальність — фізичне виховання). Брав участь і неодноразово був переможцем змагань міського й обласного рівнів. Від 2012 року — студент Східноєвропейського національного університету імені Лесі Українки. Протягом 2012—2013 років проходив строкову службу в ЗСУ; від січня 2014-го працював у торговому центрі «Епіцентр» — у відділі «служба безпеки».
У квітні 2014 року мобілізований, разом із братом. Стрілець-помічник гаранатометника, 51-а окрема механізована бригада.
Після розстрілу блокпоста поблизу Волновахи не повернувся на полігон, а добровільно залишився на Сході — у складі тактично-штурмової групи «Колос».
8 серпня 2014-го загинув у часі напружених довготривалих боїв українських вояків з терористами поблизу висоти Савур-Могила — при зачистці після зайняття приміщень терорист у засідці вистрелив з близької відстані Артему в груди, куля пройшла над захисною пластиною бронежилета. Мі-8 намагався забрати поранених, його підбили терористи. Врешті вдалося вивезти військовим автомобілем, серце Артема зупинилося на під'їзді до Амвросіївки. Тоді ж загинув старший лейтенант Прихід Валентин Миколайович.
Вдома лишилися мама, дружина та донька. Похований 14 серпня 2014 року в селі Гаразджа Луцького району. Мати Артема Любов Михайлівна очолила Громадську організацію «Члени родин загиблих в АТО „НАДІЯ“», у жовтні 2017 нагороджена відзнакою УПЦ КП — медаллю «За жертовність та любов до України».

## Нагороди та вшанування
За особисту мужність і героїзм, виявлені у захисті державного суверенітету та територіальної цілісності України, вірність військовій присязі під час російсько-української війни
- нагороджений орденом «За мужність» III ступеня (26.2.2015, посмертно)
- його портрет розміщено на меморіалі «Стіна пам'яті полеглих за Україну» в Києві: секція 2, ряд 8, місце 21
- нагороджений відзнакою 51-ї ОМБр «За мужність та відвагу» (посмертно)
- на фасаді Східноєвропейського національного університету імені Лесі Українки відкрили меморіальну дошку студентам, які загинули в АТО — серед них і Артем Карабан[1]
- почесний громадянин міста Луцьк (рішення Луцької міської ради від 25.7.2018 № 44/1; посмертно).